# إشتفان ناغي (منافس ألعاب قوى)
إشتفان ناغي (بالمجرية: Nagy István)‏ هو منافس ألعاب قوى مجري، ولد في 28 أبريل 1959 في هفش ‏ في المجر.

## وصلات خارجية
- إشتفان ناغي على موقع الاتحاد الدولي لألعاب القوى (الإنجليزية)
- إشتفان ناغي على موقع أوليمبيديا (الإنجليزية)